# 泰温·兰尼斯特
泰温·兰尼斯特（英語：Tywin Lannister）是美国作家乔治·R·R·马丁的幻想小说《冰与火之歌》系列及其电视改编的《权力的游戏》中的反英雄。

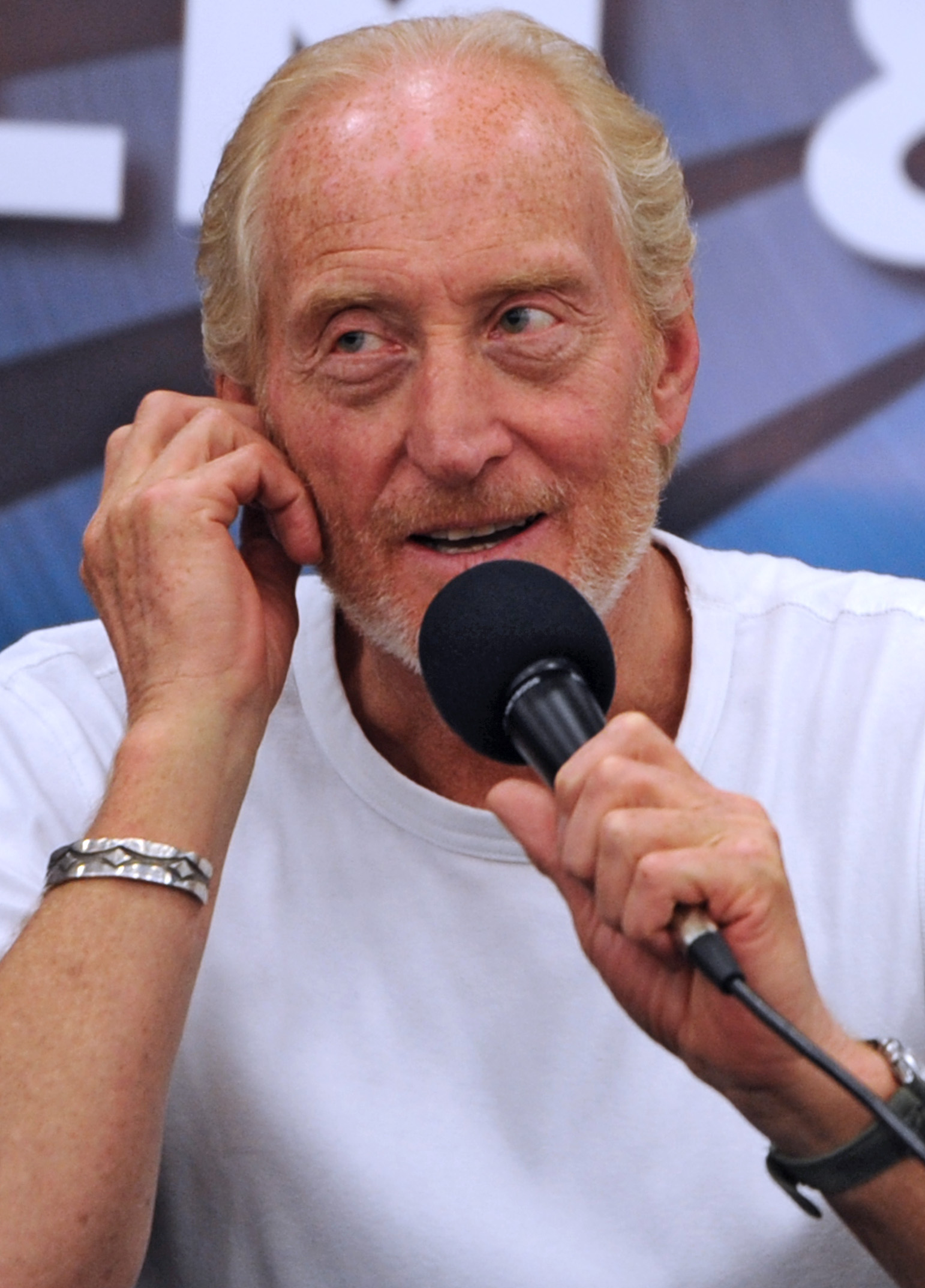
英国演员查尔斯·丹斯在HBO改编的《权力的游戏》系列中饰演泰温·兰尼斯特

泰温是凯岩城兰尼斯特家族的族长，同时也是瑟曦、詹姆和提利昂的父亲。他作为七大王国西境地区至高无上的领主，曾两度成为“御前首相”(国王之手) ，这也使他成为维斯特洛历史上最有权势的人物之一。他对待幼子提利昂十分的苛刻与残忍，因为泰温自提利昂幼时就鄙视他是个侏儒，并痛恨其在分娩时因难产害死了自己的妻子，这一态度对提利昂在小说和电视剧情中的人生弧线产生了重要的影响，此後泰溫終身不再娶第二個妻子。作者马丁曾透露，英格兰国王爱德华一世即是他创作泰温时的灵感来源。
泰温·兰尼斯特在《权力的游戏》（1996）中首次登场，随后还出现在《列王的纷争》（1998年）与《冰雨的风暴》（2000年）中。

## 性格
泰溫性格聰明且無情，不苟言笑，工於心計和政治，睚眥必報，且擅長戰爭指揮。

## 電視形象
泰温这一角色由英国演员查尔斯·丹斯在HBO改编的电视系列中扮演，并受到了观众的普遍好评，他凭借其在《异形3》中的突出表现而得到了泰温这个角色。澳大利亚评论家克莱夫·詹姆斯将丹斯所饰演的泰温描述为“该系列中表演最佳的角色”。